# Tachystola
Tachystola é um gênero de traça pertencente à família Agonoxenidae.